# Озазони

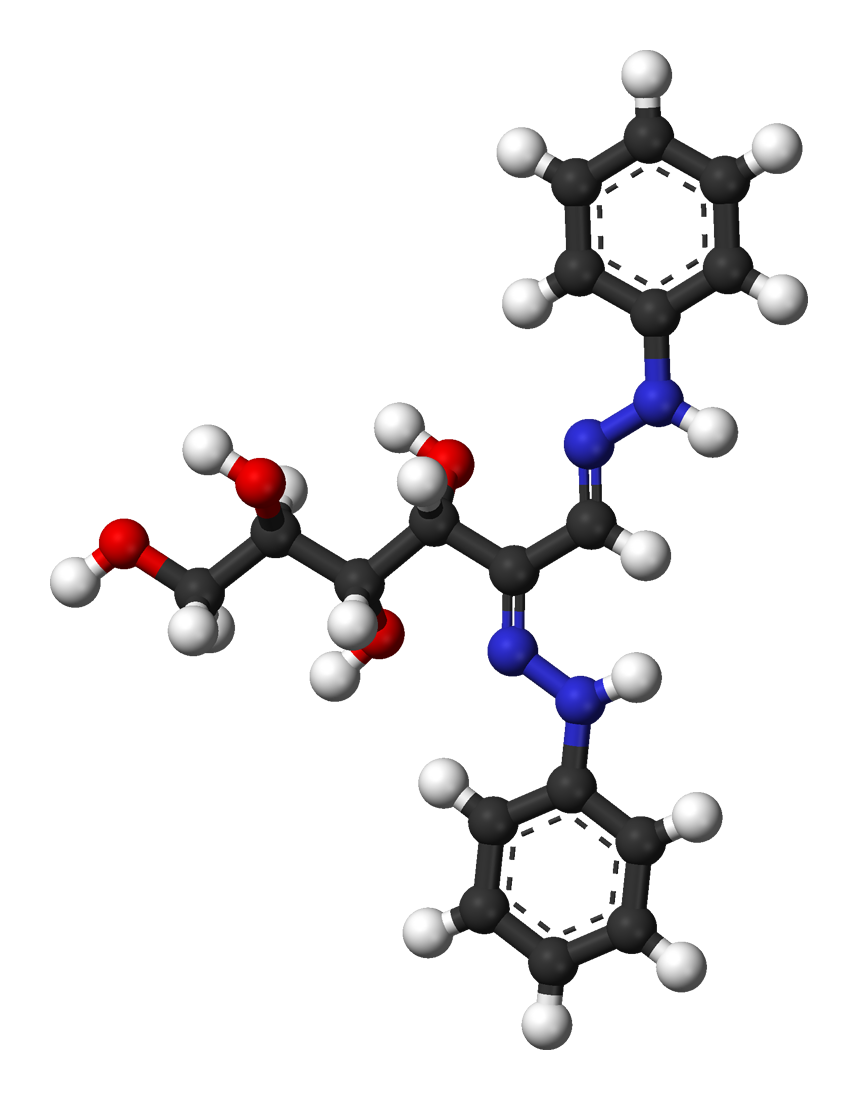
Модель лсазону глюкози

Озазони (англ. osazones) — 1,2-Біс(арилгідразони) кетоальдоз (альдокетози), утворені з альдоз і 2-кетоз у реакції при дії надлишку арилгідразину. Широковживаний синонім — озазони.
Озазони — пофарбовані в жовтий або помаранчевий колір кристали, які, на відміну від вихідних цукрів, добре кристалізуються і мають чіткі температури плавлення (зазвичай з розкладанням). Молекула стабілізована шестичленним хелатним циклом з утворенням внутрішньомолекулярного водневого зв'язку.
Озазони погано розчиняються в холодній воді й етанолі. Озазони лактози, мальтози і деяких олігосахаридів добре розчинні в гарячій воді. Завдяки цим властивостям Озазони з подальшою кристалізацією з водного розчину і визначення температури плавлення широко використовувалося для ідентифікації вуглеводів. Озазони гідролізуються з утворенням α-дікарбонільних сполук (в разі озазонів цукрів — 1,2-кетоальдоз — озонів).